# Gestionnaire de périphériques
[source insuffisante]
Le Gestionnaire de périphériques est un composant du système d'exploitation Microsoft Windows. Il permet aux utilisateurs de visualiser et de contrôler le matériel connecté à l'ordinateur. Lorsqu'un élément matériel ne fonctionne pas, le matériel défectueux est mis en évidence pour que l'utilisateur puisse le réoarer. La liste du matériel peut être triée selon différents critères.
Pour chaque appareil, les utilisateurs peuvent :
- Fournir des pilotes de périphériques conformes au modèle de pilote Windows
- Activer ou désactiver les appareils
- Dites à Windows d’ignorer les périphériques défectueux
- Voir d'autres propriétés techniques

Le Gestionnaire de périphériques a été introduit avec Windows 95 et ajouté ultérieurement à Windows 2000. Sous Windows 9x, le Gestionnaire de périphériques fait partie de l’applet Système du Panneau de configuration. Sur Windows 2000 et toutes les autres versions de Windows basées sur Windows NT, il s'agit d'un composant logiciel enfichable pour Microsoft Management Console.
Le programme exécutable derrière le Gestionnaire de périphériques est devmgmt.msc.

## Types d'icônes

### Appareil désactivé
Un appareil désactivé a été désactivé manuellement par un utilisateur ou par erreur. Sous Windows 95 à XP, cela est indiqué par un X rouge. Sous Windows Vista et Windows 7, cela a été remplacé par une flèche grise pointant vers le bas dans le coin inférieur droit de l'icône de l'appareil.

### Le matériel ne fonctionne pas correctement
Il existe de nombreuses raisons pour lesquelles le matériel peut ne pas fonctionner correctement. Si Windows détecte un problème avec un périphérique, il est signalé par un point d'exclamation noir (!) sur un triangle jaune dans le coin inférieur droit de l'icône du périphérique.

### Matériel non reconnu
Le matériel peut ne pas être reconnu s’il n’est pas installé correctement ou s’il n’est pas compatible avec le système. Ceci est indiqué par un point d'interrogation jaune à la place de l'icône de l'appareil.

### Appareil sélectionné manuellement
Un « i » bleu dans le coin inférieur droit de l’icône d’un appareil indique que la fonction Utiliser les paramètres automatiques n’est pas sélectionnée pour l’appareil et que la ressource a été sélectionnée manuellement. Notez que cela n’indique pas un problème ou un état désactivé.

## Types d'appareils
Windows sépare les périphériques et leurs pilotes par type. Les périphériques supplémentaires cachés et déconnectés peuvent être exposés via la commande devmgr_show_nonpresent_devices.
- Périphériques de type USB : périphériques qui se connectent exclusivement via le bus USB.
  - Dispositifs d'interface utilisateur : dispositifs utilisés par les utilisateurs pour interagir avec le système d'exploitation (par exemple, pavés tactiles, stylets, souris et claviers)
  - Périphériques d'impression : pilotes contenant des informations sur l'imprimante (catégorie cachée depuis Windows Vista).
  - Appareils d'imagerie : Webcams et Scanners. Un nouveau pilote de type webcam a été introduit dans Windows 10 v1709.
  - Appareils biométriques : appareils qui lisent les données biométriques à l'aide de Windows Biometric Framework. (par exemple, webcams IR, capteur d'empreintes digitales)
- Périphériques de type PCI : périphériques qui se connectent au bus PCI pour une vitesse élevée (par exemple, carte graphique, carte réseau, chipset)
  - Périphériques système : périphériques liés au système, au chipset ou n'ayant aucune catégorie définie (par exemple, Intel Management Engine, contrôleur de disque, événements ACPI )
  - Périphériques de capture vidéo et audio : Périphériques utilisés pour acheminer les flux audio/vidéo (par exemple, cartes audio, cartes tuner TV, appareils MIDI)
    - Entrées et sorties audio : Depuis Windows 8, les ports audio ont leur propre catégorie.
- Périphériques non PnP : principalement des logiciels qui nécessitent l'installation d'un pilote pour interagir avec les composants principaux du noyau. Catégorie cachée depuis Windows 10.
- Périphériques DCH : un nouveau type de pilote introduit dans Windows 10 v1709 qui peut s’interfacer avec les applications de la plateforme Windows universelle ou les applications de support matériel (HSA). L’objectif était de séparer le pilote principal de l’application d’interfaçage. Ils sont regroupés sous « Composants logiciels » (par exemple, pilotes audio et vidéo publiés après 2018)
- Profils Bluetooth : ceux-ci sont répertoriés sous « Périphériques virtuels Bluetooth » et ne sont normalement pas visibles. Affichage comme « Périphérique Bluetooth » si aucun pilote n'est présent.
- Autres appareils : Il ne s'agit pas d'une catégorie mais d'une section où sont regroupés les appareils avec des pilotes manquants.

## Commande Driverquery
Le programme de ligne de commande driverquery génère des listes de périphériques et de pilotes installés, similaires à la sortie du gestionnaire de périphériques, que l'utilisateur peut afficher à l'écran ou rediriger vers un fichier. Cette fonction est utile pour prendre des notes et pour signaler des problèmes à des tiers distants tels que le personnel d'assistance technique. Le programme dispose de commutateurs pour contrôler les détails et le format de sortie, y compris un commutateur /fo avec le paramètre csv pour générer une sortie dans un format de valeurs séparées par des virgules, adapté à l'importation dans une application de feuille de calcul telle que Microsoft Excel.